# Heinrich Hoffmann
Heinrich Hoffmann (Frankfurt an Main, 13 de juny de 1809 — 20 de setembre de 1894) va ser un psiquiatre i escriptor alemany, autor del llibre infantil Der Struwwelpeter
Heinrich Hoffmann era fill de l'arquitecte Philipp Hoffmann. La seva mare va morir quan ell encara era un nadó. Va rebre una estricta educació supervisada pel seu pare. Posteriorment, el 1833, va ingressar a la universitat de Heidelberg per a cursar la carrera de Medicina.
Les seves primeres pràctiques professionals es van desenvolupar durant una gran epidèmia de còlera a Halle. Després d'obtenir el seu grau, es va dedicar inicialment a la pràctica privada; per a passar a treballar, poc després, en una clínica estatal a Sachsenhausen (al sud de Frankfurt) i, com a professor a l'Institut Senckenberg. Posteriorment, va treballar al manicomi de la ciutat de Frankfurt, especialitzant-se en Psiquiatria clínica i publicant competents articles en aquest camp. El 1851, va ocupar el càrrec de Director de la institució psiquiàtrica, i es va esforçar a aconseguir millors condicions per als seus pacients, investigant sobre noves teràpies per al tractament de l'esquizofrènia, i, fins i tot, va aconseguir la construcció d'una nova clínica al lloc que avui ocupa el campus d'Humanitats de la Universitat de Frankfurt (l'edifici va ser demolit a la dàcada de 1920).
El 1840 es va casar amb Therese Donner, i l'any següent va néixer el primer dels seus tres fills. Poc se'n sap dels seus primers treballs literaris, que consistien principalment en poemes i comèdies satíriques). El 1845, Carl-Friedrich Loening, un editor conegut seu, el va convèncer per a publicar un llibre de versos il·lustrats que havia fet com a regal d'aniversari per al seu fill. El llibre, titulat originalment Històries divertides i il·lustracions xistoses per als nenets bons es va convertir en Der Struwwelpeter (traduït al català com En Perot l'escabellat), nom d'un dels seus protagonistes. La primera edició d'aquest llibre va ser de 1.500 exemplars i va esdevenir força popular, essent reimprès diverses vegades. Posteriorment se n'editaren versions traduïdes a moltes llengües.
Després de l'èxit del seu primer llibre, Hoffmann en va escriure d'altres del mateix genere, com König Nussknacker oder der arme Reinhold (El Rei Trencanous i el pobre Reynald); però cap d'ells va assolir la popularitat del Perot l'escabellat. També va continuar escrivint sàtires i poemes còmics per al públic adult. Les seves obres mostren el seu escepticisme vers qualsevol mena d'ideologia imposada, així com el seu disgust davant qualsevol mena de totalitarisme, ja sigui religiós, filosòfic o polític.